# 이글루스
이글루스(Egloos)는 "블로거를 위한 최고의 블로그 서비스"를 표방한 가입형 블로그 전문 서비스이다.
사용자가 직접 쉽고 편리하게 다양한 스킨(Skin,배경화면)을 제작/변경할 수 있다는 점, 웹디자인에 대해 모르는 사용자도 자유롭게 블로그를 꾸밀 수 있는 단순한 디자인, 만18세 이상만 사용가능한 성인 전용 서비스, 운영자 블로그를 이용한 사용자와 운영진 간의 긴밀한 소통 등으로 여러 사용자의 인기를 얻었다.
2003년 6월 23일부터 온네트에서 서비스를 시작하였으며 2006년 5월 1일에 SK커뮤니케이션즈로 영업이 양도되었다.
2008년 11월 19일부터 만14세 이상 사용가능 서비스로 변경되어 중,고등학생 청소년들도 블로그를 개설하거나 사용할 수 있다.
2013년 1월 31일 독립법인 (주)이글루스로 영업이 양도되었다가 2013년 12월 1일 줌인터넷이 운영을 맡게 되었다.
2023년 6월 16일 서비스가 종료되었다.

## 연혁
2003년
- 6월 17일 : 이글루스 1.0 베타 오픈
- 6월 26일 : 이글루스 1.0 정식 오픈
- 9월 8일: 국내 최초 트랙백 서비스 시작
- 11월 14일 : 이글루스 툴바 발표
- 12월 20일 : Bloggy Awards 행사 공식후원
- 12월 31일 : 서비스 리뉴얼 및 스킨에디트 기능이 들어간 이글루스 2.0 오픈

2004년
- 4월 29일 : 검색, PDF 전자출판 서비스 보관됨 2006-06-19 - 웨이백 머신, 라이프로그, 이미지 멀티업로드 기능이 추가된 이글루스 2.5 오픈
- 6월 26일 : 1주년. 이글루스 1주년 공식이글루 보관됨 2008-07-05 - 웨이백 머신, (지난 1년간의 기록 보관됨 2008-12-04 - 웨이백 머신)
- 11월 18일 : 기능강화 유료서비스인 이글루스 플러스 서비스 개시
- 11월 25일 : 모블로그 베타 서비스 개시

2005년
- 6월 26일 : 2주년. 이글루스 2주년 공식이글루 보관됨 2008-07-20 - 웨이백 머신, (지난 1년간의 기록 보관됨 2008-12-04 - 웨이백 머신}
- 7월 28일 : 이글루스 가든 보관됨 2006-06-27 - 웨이백 머신 서비스 정식 오픈

2006년
- 1월 8일 : 2006 블로그 어워드에서 "올해의 블로그 서비스" 수상
- 5월 1일 : 온네트로부터 SK커뮤니케이션즈로 영업양도
- 6월 26일 : 3주년. 이글루스 3주년 공식이글루 보관됨 2008-07-24 - 웨이백 머신, (지난 1년간의 기록 보관됨 2008-08-21 - 웨이백 머신)
- 7월 1일 : 유료로 제공하던 이글루스 플러스 서비스를 무료화함
- 10월 2일 : 윈도우 서버상에서 동작하는 ASP 기술 기반에서, PHP 기술 기반으로 플랫폼을 변경함. 이는 이글루스 3.0의 준비에 따른 작업으로 보인다.
- 11월 28일 : '기분 좋은 블로깅 5가지 습관'이라는 부제로 블로그 예절 캠페인 보관됨 2008-09-13 - 웨이백 머신 진행.

2007년
- 1월 15일 : 유저 추천 방식으로 2006년 이글루스 TOP100 발표. 2006년 이글루스 TOP100 목록 보관됨 2008-09-08 - 웨이백 머신
- 3월 7일 : 자신의 블로그 주소를 오픈아이디(OpenID)로 사용 가능.
- 5월 17일 : 유저 참여형 실시간 추천 서비스 "이오공감 2.0 베타" 오픈
- 6월 26일 : 4주년. 이글루스 4주년 공식이글루 보관됨 2008-07-05 - 웨이백 머신, (지난 1년간의 기록 보관됨 2008-09-05 - 웨이백 머신)
- 7월 4일 : 태그 지원
- 7월 12일 : 무료로 상품을 받아서 직접 사용해 보고 리뷰를 작성하는, 블로거 리뷰 서비스 렛츠리뷰 오픈.
- 11월 14일 : 이글루스 홈 디자인 리뉴얼.

2008년
- 1월 25일 : 자체 개발한 검색엔진인 파인더를 SK커뮤니케이션즈의 서비스인 엠파스 검색엔진으로 교체.
- 2월 4일 : 유저 추천을 통하여 2007년 이글루스 TOP100 발표. 2007년 이글루스 TOP100 목록 보관됨 2008-07-04 - 웨이백 머신
- 3월 11일 : 태그 기반의 글 필터링 서비스 뜨거운감자 보관됨 2008-10-02 - 웨이백 머신, 희로애락 보관됨 2008-09-13 - 웨이백 머신 오픈.
- 6월 26일 : 5주년. 이글루스 5주년 공식이글루 보관됨 2008-08-27 - 웨이백 머신, (지난 1년간의 기록 보관됨 2008-09-05 - 웨이백 머신)
- 7월 5일 : 이글루 5주년 오프라인 생일 파티 진행. 100명의 회원을 초대. 파티서포터즈 운영. 특별한 시상식 보관됨 2011-07-05 - 웨이백 머신 수상자 발표. 생일파티 현장스케치 보관됨 2008-10-07 - 웨이백 머신
- 11월 19일 : 만14세 이상 회원가입 허용 (운영정책 변경 보관됨 2011-07-05 - 웨이백 머신)

2013년
- 1월 31일 : SK커뮤니케이션즈에서 (주)이글루스로 영업양도
- 12월 1일 : (주)이글루스에서 줌인터넷으로 영업양도

2023년
- 6월 16일 : 이글루스 서비스 종료

## 사건

### 약관 개정 이슈
2008년 11월 19일의 연령제한 완화에 유저의견 반영이 제대로 되지 않았다는 비판이 있었다. 2008년 11월 28일 약관 변경 관련 공지사항에서 다음과 같은 조항에 대해 문제점이 제기 되었으며, 이는 이글루스 내에서 보다 더 큰 이슈가 되었다.
- 회사 또는 제3자의 비방하거나 명예를 훼손하는 내용인 경우 사전 통지 없이 게시물 삭제나 블로그 폐쇄 가능
- SK커뮤니케이션즈의 국내ㆍ외에서 다음 목적에 대한 사용 허가
  - 게시물을 복제, 전송, 전시 또는 노출하기 위한 게시물의 크기를 변환이나 단순화 방식의 수정
  - 게시물의 게재는 게시물을 서비스 내에서 복제, 전송, 전시 등의 방법으로 이용하는 것을 허락한 것
  - 사이트간의 통합을 하는 경우 게시물의 게재 위치를 변경ㆍ이전하거나 사이트간 공유로 하여 서비스할 수 있음
  - 서비스를 중단하지 않는 한 게시된 게시물은 계속하여 게시되거나 검색결과에 노출되며 제공

이는 건전한 비판을 막고, 게시물의 소유를 SK커뮤니케이션즈의 소유로 만들 수 있다는 점과 개정시 기존의 이글루스의 특성을 잃는다는 점에서 비판이 거셌다. 유저들은 이에 반발해 다른 블로그로 옮기기 위한 프리덤 서비스를 사용하여 블로그의 백업을 시도하였으며, 프리덤에서는 사상 최대의 트래픽으로 이글루스의 백업을 일시적으로 중단하기도 하였다.
이에 이글루스는 해당 약관으로의 변경을 취소하고, 기존 약관에서 연령제한 관련 부분만이 수정된 약관으로 변경하였다. 현재 문제가 되었던 약관은 서버에서 삭제되어 공식적으로는 읽을 수 없다.

### 권한오류 발생
2010년 7월 5일 15시 06분부터 15시 27분까지 (약 20분간) 이글루스의 관리 권한 시스템에 오류가 발생하였다. 20여 분동안 관리자 권한이 없는 사용자가 블로그에 등록된 비공개 게시물을 마음대로 열람할 수 있었고, 글을 마음대로 삭제할 수도 있었다.

## 같이 보기
- 티스토리
- 텍스트큐브